# Ray Lyman Wilbur

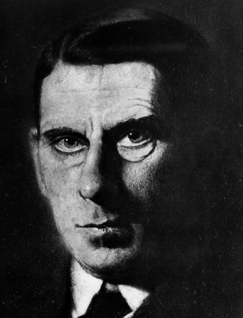
Ray Lyman Wilbur

Ray Lyman Wilbur (* 13. April 1875 in Boone, Iowa; † 26. Juni 1949 in Palo Alto, Kalifornien) war ein US-amerikanischer Mediziner und Politiker (Republikanische Partei), der dem Kabinett von US-Präsident Herbert Hoover als Innenminister angehörte.

## Leben
Ray Wilbur war der jüngere Bruder von Curtis D. Wilbur, der von 1924 bis 1929 als US-Marineminister amtierte. Er verbrachte seine Kindheit in Iowa, im Dakota-Territorium und in Riverside (Kalifornien). An der Stanford University erwarb er 1896 den Bachelor of Arts und 1897 den Master of Arts; dort lernte er auch Herbert Hoover kennen, mit dem ihn für sein weiteres Leben eine enge Freundschaft verband. 1899 machte er seinen medizinischen Abschluss am Cooper Medical College in San Francisco. In dieser Stadt praktizierte er dann auch zunächst als Arzt.
Nach einer Reise durch Europa und den Osten der Vereinigten Staaten kehrte Wilbur 1908 nach Stanford zurück und wurde dort Dozent an der medizinischen Fakultät. Im Jahr darauf folgte die Ernennung zum Vorsitzenden (Chairman) der Stanford Medical School; 1911 wurde er deren Dekan. Schließlich stieg er im Januar 1916 zum Präsidenten der Universität auf. Als persönlicher Arzt von Präsident Warren G. Harding war er 1923 an dessen Totenbett zugegen. Von 1923 bis 1924 stand er der American Medical Association vor; 1927 wurde er überdies Mitglied der neu gegründeten State Park Commission von Kalifornien.

## Politik
Als Herbert Hoover ihm nach seiner Wahl zum Präsidenten das Amt des Innenministers in seinem Kabinett anbot, zögerte Wilbur, weil er seinen Posten in Stanford nicht aufgeben wollte. Das dortige Kuratorium versicherte ihn jedoch einer Rückkehrmöglichkeit, woraufhin er das Angebot annahm. Während seiner vierjährigen Amtszeit beaufsichtigte Wilbur die ersten Planungen zum Bau des Boulder-Staudammes. Auf ihn geht dessen Umbenennung in „Hoover Dam“ zurück; spätere Bemühungen, diesen Namen wieder zu ändern, blieben erfolglos.
Ray Wilbur setzte auch die Änderung des Siegels des Innenministeriums durch. Dieses hatte zuvor einen Adler mit ausgebreiteten Schwingen gezeigt, der nun durch einen stehenden Bison ersetzt wurde. Für ihn charakterisierte dieses Tier die Aufgaben der Behörde besser.
Nach Herbert Hoovers Wahlniederlage gegen Franklin D. Roosevelt schied Ray Wilbur im März 1933 aus der Regierung aus. Er kehrte nach Stanford zurück und übte dort bis 1943 das Amt des Präsidenten aus; danach war er bis 1949 Kanzler der Universität. Ein Studentenwohnheim in Stanford trägt heute seinen Namen.